# Vítia
|  | No s'ha de confondre amb Vítia (mare de Gai Fufi). |

Vítia (en grec antic Οὐιτία) va ser un petit districte de la Mèdia Atropatene esmentat per Estrabó, que el situa a la part nord del país, proper als territoris dels dibrices i dels amardis.